# ديميتري تاديتش
ديميتري تاديتش كان مدربًا يوغوسلافياً لكرة القدم قام بتدريب المنتخبين الوطنيين لكل من الكويت والإمارات العربية المتحدة. أثناء تدريبه لدولة الإمارات في كأس الخليج 1976، تعرض تاديتش لأزمة قلبية وحل محله المدرب المحلي جمعة غريب. لم يفز الفريق بأي من مبارياته في المسابقة. 